# استان ماسا-کارارا
استان ماسا و کارارا (به ایتالیایی: Province di Massa and Carrara) استانی در غرب کشور ایتالیا است. ماسا و کارارا در منطقهٔ توسکانی قرار دارد و مرکز آن شهر ماسا است. مساحت این استان ۱٬۱۵۷ کیلومترمربع و جمعیت آن طبق سرشماری سال ۲۰۱۱ میلادی، تقریباً ۲۰۰٬۳۸۷ نفر بوده‌است.